# Jigsaw (ransomware)
Jigsaw es un ransomware creado en 2016. Inicialmente se tituló "BitcoinBlackmailer", pero más tarde se conoció como Jigsaw debido a que presentaba una imagen de Billy the Puppet de la franquicia de películas Saw. El malware encripta los archivos de la computadora y los elimina gradualmente a menos que se pague un rescate para descifrar los archivos.

## Historia
Jigsaw fue diseñado en abril de 2016 y lanzado una semana después de la creación. Fue diseñado para propagarse a través de archivos adjuntos maliciosos en correos electrónicos no deseados. Jigsaw se activa si un usuario descarga el programa de malware que cifrará todos los archivos de usuario y el MBR. Después de esto, aparecerá una ventana emergente con Billy the Puppet con la demanda de rescate al estilo de Jigsaw (una versión que incluye la línea "Quiero jugar un juego" de la franquicia) para bitcoin a cambio de descifrar los archivos. Si el rescate no se paga dentro de una hora, se eliminará un archivo. Después de esto por cada hora sin un pago de rescate, la cantidad de archivos eliminados aumenta exponencialmente cada vez de unos cientos a miles de archivos hasta que la computadora se borra después de 72 horas. Cualquier intento de reiniciar la computadora o terminar el proceso dará como resultado la eliminación de mil archivos. Una versión más actualizada también hace amenazas dox a la víctima, al revelar su información personal en línea.
Jigsaw se hace pasar por Firefox o Dropbox en el administrador de tareas. Como el código para Jigsaw fue escrito dentro del .NET Framework, se puede realizar ingeniería inversa para eliminar el cifrado sin pagar el rescate.

## Recepción
The Register escribió que "Usar imágenes de películas de terror y referencias para causar angustia en la víctima es un nuevo punto bajo". En 2017, figuraba entre las 60 versiones de ransomware que utilizaban tácticas evasivas en su activación.